# Torres Maui
La Torre Maui I es una torre construida en la ciudad de Rosario (Argentina) y que cuenta con una altura de 140 metros y 44 pisos, configurándose como el edificio más alto de la ciudad. La torre es de uso residencial y pertenece a Fernández Prieto & ASOC.

## Características
La torre se ubica en el norte de la ciudad, en la zona de Puerto Norte, nuevo polo de la construcción de la ciudad de Rosario. Forma parte del complejo que desarrolla Fernández Prieto & ASOC en conjunto con Servicios Portuarios SA, en Puerto Norte, que contará con 2 torres de 44 pisos cada una, conformando 652 unidades de vivienda, de 2, 3, 4 ambientes y estudios profesionales. Además cuenta con parque de agua, beach club y bar acuático.